# Bastione San Francesco
Il bastione San Francesco è uno dei bastioni di San Gimignano.

## Descrizione
Costruito nel XVI secolo dai fiorentini è a pianta circolare e fa parte delle mura, situato all'estremità sud (quella che dà verso l'allora nemica Siena) nei pressi della porta San Giovanni.
Il nome del bastione deriva dallo scomparso convento di San Francesco, edificato nel Duecento nel sito fuori dalle mura oggi occupato dal piazzale dei Martiri di Montemaggio.
Sul bastione è posta una lapide che ricorda Niccolò Machiavelli, che qui nel 1507 istruì le milizie cittadine.

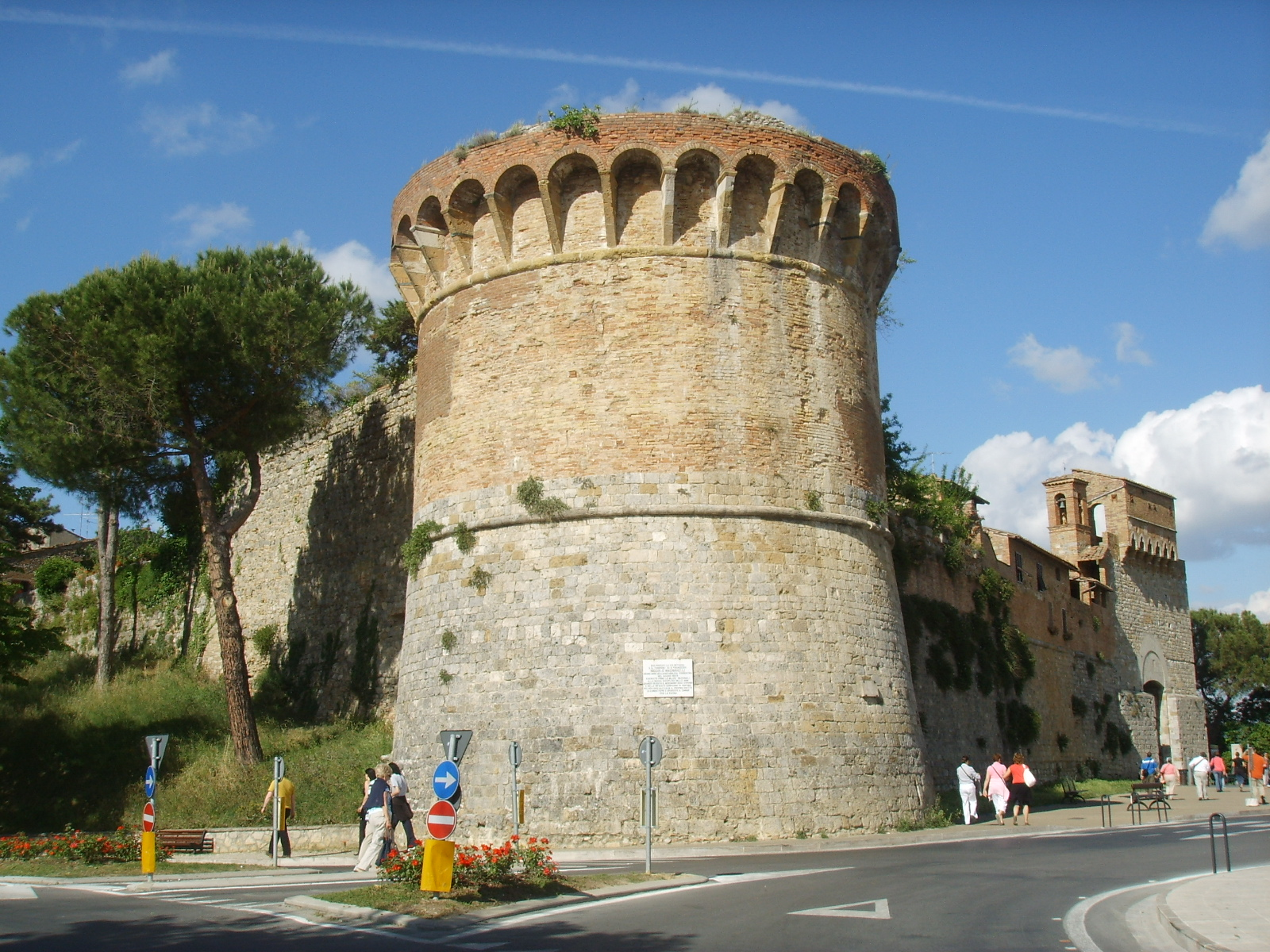
Veduta con la Porta San Giovanni a sinistra